# Glutaminaza
Glutaminaza – enzym z grupy hydrolaz uczestniczący w transporcie azotu i tym samym w katabolizmie aminokwasów. Przeprowadza reakcję deamidacji (rodzaj hydrolizy) glutaminy. Przyłączając do niej cząsteczkę wody i odłączając amoniak, tworzy inny aminokwas: kwas glutaminowy (a raczej jego sól - glutaminian).